# Сина-1
«Сина-1» (перс. سینا ۱‎) — первый иранский искусственный спутник Земли. Запущен 28 октября 2005 года с космодрома Плесецк на ракете-носителе Космос-3М. Изначально планировалось запустить спутник на ракете собственного производства на базе БРСД Шахаб-3, однако из-за возникших трудностей технического характера решено было обратиться к российскому производственному объединению «Полёт» (Омск).
«Сина-1» предназначен для дистанционного зондирования Земли. Спутник разработан на базе платформы «Стерх» в ПО «Полёт», имеет массу 160 кг и габариты 0,8×1,3×1,6 м. Вращается на Гелио-синхронной полярной орбите.